# William V. Pratt (Schiff)
Die USS William V. Pratt (DLG-13/DDG-44) war ein Zerstörerführer und später Lenkwaffenzerstörer der United States Navy. Das Schiff gehörte der Farragut-Klasse an.

## Geschichte
Die Pratt wurde 1956 bei der Philadelphia Naval Shipyard in Auftrag gegeben und dort 1958 auf Kiel gelegt. Stapellauf war am 16. März 1960. Dabei wurde das Schiff nach dem ehemaligen Chief of Naval Operations William Veazie Pratt getauft. Taufpatin war seine Witwe. Die Indienststellung fand im November 1961 statt.
Nach den Testfahrten fand 1963 der erste Einsatz statt. Das Schiff verließ seinen Heimathafen Norfolk, Virginia und nahm an der NATO-Übung Riptide IV teil, die auf der europäischen Seite des Atlantiks stattfand. Bis zur ersten Überholung 1966 nahm das Schiff an weiteren Fahrten ins Mittelmeer und in den Nordatlantik teil.
Zum 15. April 1966 wechselte die Pratt ihren Heimathafen nach Mayport, Florida und verlegte ab Juli zur 6. Flotte ins Mittelmeer. Ein Jahr später, ab dem 20. Juni 1967 verlegte der Zerstörer das erste Mal in den Pazifik, wo sie am Vietnamkrieg teilnahm. Von der United States Naval Base Subic Bay aus operierend diente das Schiff im Golf von Tonkin für Combat Search and Rescue. Der Einsatz mit insgesamt drei Phasen im Golf von Tonkin war am 16. Januar 1968 beendet, als die Pratt Mayport erreichte. Im Anschluss folgte eine halbjährige Überholung in der Charleston Naval Shipyard. In den folgenden vier Jahren folgten vier weitere Verlegungen ins Mittelmeer.
1972 wurde die Pratt offiziell außer Dienst gestellt und in ihrer Bauwerft modernisiert. Nach Beschluss der Arbeiten im Oktober 1973 folgte die Wiederindienststellung des Zerstörers. Außerdem wurde sie nach Charleston, South Carolina verlegt. Der erste Einsatz aus dem neuen Heimathafen führte die Pratt ins Mittelmeer, wo Übungen mit den Trägern Independence und Saratoga durchgeführt wurden.
1975 folgte die Umklassifizierung, von nun an war die Pratt ein Lenkwaffenzerstörer und trug die Kennnummer DDG-44. Nach der im Sommer stattfindenden UNITAS XVI dockte das Schiff am 15. Dezember für Überholungen in der Charleston Naval Shipyard ein, wo sie bis März 1976 verblieb. Ab Herbst verlegte der Zerstörer dann als Schutz für die Franklin D. Roosevelt ein weiteres Mal ins Mittelmeer. Im folgenden Jahr umrundete die Pratt im Rahmen von UNITAS XIX den südamerikanischen Kontinent.
1982 operierte die Pratt vor der Küste des Libanon. 1984 und 1987 folgten weitere Verlegungen ins Mittelmeer und das Rote Meer, 1989 dann Übungen in norwegischen Gewässern. 1990 assistierte der Zerstörer der United States Coast Guard bei der Durchsetzung US-amerikanischer Sicherheitsinteressen.
1991 nahm die Pratt als Schutz für die Saratoga und die John F. Kennedy an der Operation Desert Storm teil. Im Anschluss wurde die Pratt im September offiziell außer Dienst gestellt und im Anschluss daran abgebrochen.